# Karsten Mühlenfeld
Karsten Mühlenfeld (* 1. Juni 1963 in Berlin) ist ein deutscher Industriemanager und Maschinenbauingenieur.

## Leben
Mühlenfeld machte Abitur am Georg-Büchner-Gymnasium in Berlin und studierte Maschinenbau mit der Fachrichtung Antriebstechnik an der TU Berlin. Er wurde mit einer Arbeit mit dem Titel Der Wellenriss im stationären Betrieb von Rotoren – Auswirkungen und Möglichkeiten zur Identifikation promoviert. Anschließend war er an der TU als wissenschaftlicher Mitarbeiter im Bereich Theoretischer Maschinenbau / Schwingungstechnik tätig, ehe er in die Industrie wechselte. Dort nahm er 1993 eine Stelle bei der BMW Rolls-Royce AeroEngines GmbH an und war Berechnungsingenieur für Gesamttriebwerkauslegung. Er bekleidete bei Rolls-Royce Deutschland verschiedene Positionen. Bevor er im Februar 2015 seine Position bei Bombardier als Leiter des Engineering für den Bereich Zentral- und Osteuropa antrat, war Mühlenfeld Mitglied der Geschäftsführung bei Rolls-Royce Deutschland für den Bereich Engineering.
Am 20. Februar 2015 gab der stellvertretende Vorsitzende des Aufsichtsrats der Flughafen Berlin Brandenburg GmbH, Rainer Bretschneider, bekannt, dass Mühlenfeld als Nachfolger von Hartmut Mehdorn als Vorsitzender der Geschäftsführung vorgesehen ist. Nach nur zwei Monaten bei Bombardier übernahm er diesen Posten im März 2015. Am 6. März 2017 wurde bekannt, dass Mühlenfeld einer Vertragsauflösung zugestimmt hat und die Geschäftsführung vorzeitig verlässt. Er war für seine eigenmächtige Entlassung des BER-Technikchefs und früheren Siemens-Managers Jörg Marks kritisiert worden, der später rehabilitiert wurde. Mühlenfelds Nachfolger als BER-Chef wurde der Stadtplaner und Berliner Staatssekretär Engelbert Lütke Daldrup, der das Projekt 2020 zum Erfolg führte.
Von April 2018 bis April 2021 war Mühlenfeld als Director of Maintenance and Engineering bei Ryanair tätig. Er kam in die Schlagzeilen, als er im Frühjahr 2019 in Erwartung des EU-Austritts des Vereinigten Königreichs Ersatzteile aus dem Zentrallager in Großbritannien an andere EU-Standorte verlegen ließ.
Seit Mai 2021 ist er Geschäftsführer der Firma AneCom AeroTest GmbH in Wildau.